# Kjell Grede
Kjell Birger Grede (Estocolmo, 12 de agosto de 1936 – 15 de dezembro de 2017) foi um diretor de cinema e roteirista sueco. Dirigiu nove filmes entre 1967 e 2003. Ele foi casado com a atriz Bibi Andersson de 1960 a 1973.
Seu filme de 1967, Hugo e Josephine, ganhou o Prêmio Guldbagge de Melhor Filme e Grede ganhou o prêmio de Melhor Diretor no 5º Prêmio Guldbagge. Seu filme Harry Munter foi inscrito no Festival de Cannes de 1970. Por seu trabalho em Hip Hip Hurray!, de 1987, ganhou o prêmio de Melhor Diretor no 23º Prêmio Guldbagge. Em 1991 seu filme Good Evening, Wallenberg participou do 41º Festival Internacional de Cinema de Berlim e ganhou quatro prêmios no 26º Prêmio Guldbagge, incluindo Melhor Filme e Melhor Direção.

## Filmografia
- Hugo e Josefin (1967)
- Harry Munter (1969)
- Klara Lust (1972)
- En enkel melodi (1974)
- Min älskade (1979)
- Stängda dörrar (1981)
- Quadril Hip Hurra! (1987)
- Deus afton, Herr Wallenberg (1990)
- Kommer du med då (2003)